# Fran Jović
Fran Jović (* 13. Juni 1984 in Zagreb, SFR Jugoslawien) ist ein kroatischer Fußballschiedsrichter.

## Werdegang
Jović, der von Beruf Jurist ist, pfeift seit 2009 Spiele in der 1. HNL, der höchsten kroatischen Fußballliga. Sein Debüt gab er am 17. Oktober 2009.
Er ist seit 2014 offiziell FIFA-Schiedsrichter. 2014 leitete er das Qualifikationsspiel zwischen Armenien und Belarus für die U-21-Europameisterschaft 2015. Auch für die Qualifikation zur Europa League 2014/15 gehörte er zur Gruppe der Schiedsrichter, bekam aber als Einziger kein Spiel zugewiesen. In der Qualifikation zur U-19-Europameisterschaft 2015 pfiff er im November 2014 zwei Spiele Gibraltars. Seit 2014 ist er zudem innerhalb der UEFA Youth League als Schiedsrichter aktiv. In der UEFA Champions League war Jović am 30. Juli 2014 beim Spiel zwischen AEL Limassol und Zenit Sankt Petersburg als Vierter Offizieller tätig.
Für die U-17-Fußball-Europameisterschaft 2016 in Aserbaidschan gehörte Jović erneut zum Schiedsrichteraufgebot und pfiff vier Spiele des Turniers, darunter das Viertelfinale zwischen Portugal und Österreich.
Am 26. Mai 2022 leitete Jović das Finale des kroatischen Fußballpokals 2021/22 zwischen HNK Rijeka und Hajduk Split (1:3).
Bis zur Saison 2022/23 zählte er zur Gruppe der UEFA-First-Category-Schiedsrichter.